# Distretto di Stalowa Wola
Il distretto di Stalowa Wola (in polacco powiat stalowowolski) è un distretto polacco appartenente al voivodato della Precarpazia.

## Geografia antropica

### Suddivisioni amministrative
Il distretto comprende 6 comuni.
- Comuni urbani: Stalowa Wola
- Comuni rurali: Bojanów, Pysznica, Radomyśl nad Sanem, Zaklików, Zaleszany